# Cleombrotus II van Sparta
Cleombrotus II (Grieks: Κλεόμβροτος) was voor korte tijd (242 tot 240 v.Chr. koning van Sparta, uit de dynastie van de Agiaden.
Er is over hem niet veel bekend. Hij was getrouwd met prinses Cheilonis, een dochter van zijn voorganger koning Leonidas II. Zelf was Cleombrotus een aanhanger van de hervormingsgezinde partij van Agis IV, en werd in 242 tot koning uitgeroepen ter vervanging van zijn schoonvader die afgezet werd. Maar toen deze twee jaar later naar Sparta terugkeerde, vluchtte Cleombrotus naar Egypte.